# Theales
Las Theales son un orden en el Sistema Cronquist, más o menos primitivo, de las dilénidas (subclase Dilleniidae), a veces perianto y gineceo helicoidal; sistemática compleja, con un número de familias variable (las pasan a Violales).  Gineceos poco evolucionados, de carpelos más o menos soldados en general cerrados, a gineceo plurilocular con placentación axial. Semillas con embrión grande y poco endosperma. Leñosas y con hojas simples.
En el sistema APG II (usado ampliamente aquí) los taxones involucrados se asignan a otros muchos órdenes diferentes: Ericales, Malvales, Malpighiales.